# HD 214484
HD 214484，又名CD-3316160，SAO 213981、HR 8616，是一颗恒星，视星等为5.66，位于銀經13.03，銀緯-60.84，其B1900.0坐标为赤經22h 33m 12.5s，赤緯-33° -60.84′ 6″。